# Ferrovia Genova-Casella
La ferrovia Genova-Casella è una linea ferroviaria italiana a scartamento metrico che collega il centro della città di Genova con il suo entroterra, giungendo nel paese di Casella, in alta valle Scrivia. Il tracciato, lungo 24 km, è totalmente montano e si snoda attraverso le valli Bisagno, Polcevera e Scrivia.
Aperta all'esercizio nel 1929, dal 2010 è gestita dall'Azienda Mobilità e Trasporti SpA di Genova, la quale vi opera sia come impresa ferroviaria che come gestore dell'infrastruttura.

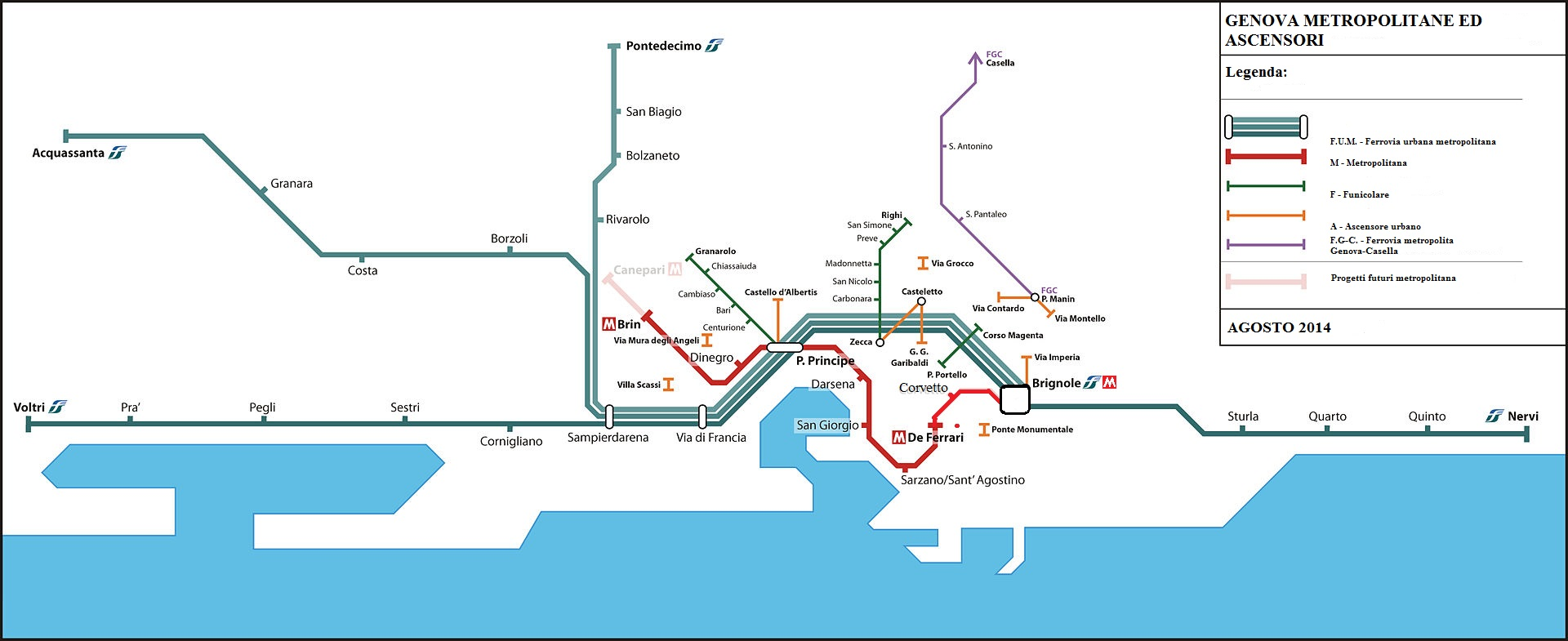
Sistema integrato delle linee metropolitane e ferroviarie della città di Genova

## Storia

### Le origini: le Ferrovie Elettriche Liguri
Alla fine del XIX secolo venne ipotizzata la costruzione di un tracciato ferroviario diretto tra Genova e l'Emilia-Romagna alternativo alla linea dei Giovi. La ferrovia doveva partire dal Porto e attraversare l'Appennino Ligure per poi raggiungere le stazioni di Piacenza e di Borgotaro, venendo pensata come linea veloce per le lunghe distanze, con un traffico dedicato principalmente alle merci.
In questo scenario, la SAFEL (Società Anonima Ferrovie Elettriche Liguri) studiò la realizzazione di una linea passeggeri complementare alla Genova-Piacenza ma ad uso locale, il cui scopo era collegare il centro della città a tutti i piccoli comuni e ai luoghi di villeggiatura dell'entroterra ligure, altrimenti non serviti da nessun sistema di trasporto rapido. Il primo tronco di questa rete estesa era costituito proprio da quella che sarebbe diventata la Genova-Casella.
Il progetto originario prevedeva in seguito uno sviluppo a "T": un ramo trasversale verso Busalla e uno verso Torriglia, quest'ultimo con la prospettiva di una seconda fase di espansione verso il territorio piacentino.
In seguito, la SAFEL studiò diverse ipotesi per ulteriori diramazioni, strutturate in parte come tramvie extraurbane: da Torriglia verso Bobbio con diramazione fino a La Spezia via Sestri Levante (rete orientale). In un'ottica di ampio respiro, la Ferrovie Elettriche Liguri avrebbero dovuto raccordarsi con le altre linee già esistenti, quali la Torino-Genova o la Alessandria-Piacenza. Accanto a queste esisteva anche un'ipotesi di una rete occidentale della FEL composta da linee fra loro non interconnesse: si trattava della Savona - Sassello - Ovada, della Finale Ligure - Calizzano - Cengio e della Imperia - Pieve di Teco - Ormea con diramazione per Albenga.

### La costruzione

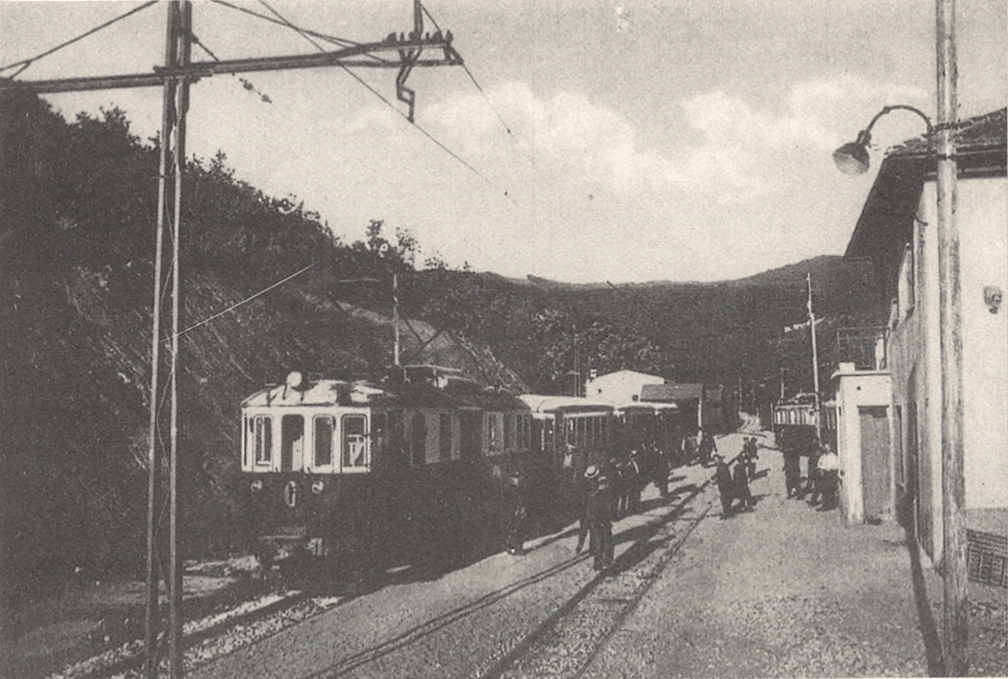
L'arrivo del primo treno a Casella il 1º settembre 1929

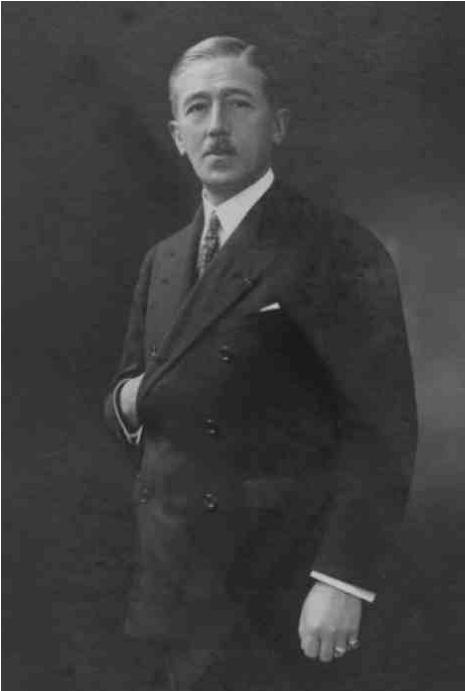
Il senatore Felice Bensa, industriale e banchiere di Genova, fondatore e primo presidente della Società Ferrovie Elettriche Liguri

Nel 1908 la SAFEL richiese al Ministero la concessione per la costruzione della Genova-Casella. Tale concessione venne ottenuta il 17 giugno 1915. Come la maggior parte delle ferrovie locali dell'epoca, la linea avrebbe avuto un tracciato quasi interamente a binario unico e dal percorso molto tortuoso, per poter seguire l'orografia dei monti liguri. La ferrovia era fin da subito prevista a trazione elettrica in corrente continua, mentre per quel che riguarda l'armamento venne inizialmente scelto lo scartamento ridotto di 950 mm, per ridurre i costi dell'infrastruttura ed in conformità con quanto prescritto dal Consiglio Superiore dei Lavori Pubblici, che raccomandava l'adozione del "metrico italiano" (950 mm) per le ferrovie e del metrico puro (1000 mm) per le tranvie. Volendo procedere con la costruzione di un raccordo a Manin con la rete tranviaria genovese, la società esercente presentò una variazione al progetto, approvata dal Consiglio Superiore dei Lavori Pubblici, che sancì l'adozione dello scartamento di 1000 mm. Tale raccordo, tuttavia, sebbene riportato nelle prime tavole progettuali, non venne mai realizzato.
Il sopraggiungere della prima guerra mondiale impose un lungo rinvio alla realizzazione della linea ferroviaria. Solo il 28 febbraio 1921 fu firmata la convenzione definitiva tra il Governo e la SAFEL, che diede l'avvio formale ai cantieri.
Il 26 giugno 1921 avvenne la posa della prima pietra: i lavori per le opere civili (gallerie, ponti, fabbricati delle stazioni) furono affidati al Consorzio Cooperative Liguri di Produzione e Lavoro tra Combattenti, il quale aveva lo scopo di dare lavoro a migliaia di ex soldati ed operai rimasti disoccupati dopo il conflitto. La costruzione fu interamente finanziata con fondi privati.
La realizzazione della linea si rivelò più complessa del previsto: durante la costruzione del tratto più a valle (Genova- Trensasco), dove il tracciato doveva affrontare ripide salite, fu installata una teleferica lunga 1,2 km in modo da trasportare agevolmente i materiali da costruzione provenienti dalla Valbisagno, superando un dislivello di 450 m. Furono anche adottati macchinari molto moderni all'epoca, come scavatrici e frantumatrici elettriche, per produrre in loco la sabbia ed il cemento necessari.
Nel 1924 la S.E.N. (Società Elettrica Nazionale), una controllata delle industrie Ernesto Breda, si aggiudicò l'appalto per la posa dell'armamento, per la costruzione della linea aerea, della sottostazione elettrica e per la fornitura del materiale rotabile.
Nel frattempo, il susseguirsi di numerosi progetti di prolungamento in diverse direzioni, alcuni dei quali molto improbabili, richiese l'impiego di ingenti risorse finanziarie, causando il progressivo dissesto economico della società e finendo per rallentare la realizzazione del tronco centrale.
I primi binari a partire da Vicomorasso vennero posati nel 1926, con l'ausilio di una locomotiva a vapore tipo Mallet acquistata dalle Ferrovie dell'Appenno Centrale, ma le operazioni si interruppero per mancanza di fondi.
Grazie ad aiuti economici, provenienti dal Comune di Genova e dalla Banca Nazionale, nel 1927 i lavori ripresero, affidati alla società Breda, la quale oltre all'elettrificazione della linea e la posa dell'armamento prese in carico anche le opere civili residue (il ponte tra le due gallerie Fontanassa ed i viadotti Cicala e Puin).
Il 7 giugno 1928, la locomotiva a vapore impiegata nella costruzione della linea stessa effettuò un viaggio di presentazione sino a Casella trainando una vettura passeggeri con a bordo i podestà di Genova, Sant'Olcese, Serra Riccò e Casella, accolti dai cittadini in festa lungo in percorso. Il 2 ottobre 1928 poté circolare sull'intera linea il primo treno a trazione elettrica, riservato ai duecento membri dell'Associazione Elettrotecnica Italiana che in quei giorni teneva a Genova il suo congresso annuale.
L'inaugurazione ufficiale della linea ebbe luogo il 1º settembre 1929, più di un anno dopo la fine dei lavori; il percorso partiva da Piazza Manin e raggiungeva Casella Deposito.
A causa della mancanza di finanziamenti esterni, l'ambizioso progetto della rete ferroviaria ligure non fu mai portato a termine e Casella rimase il capolinea.

### I primi anni e la gestione privata
Durante il primo periodo di attività, la ferrovia svolse un servizio misto merci-passeggeri, riscuotendo un buon successo in termini di utenza.
La trazione elettrica a corrente continua inizialmente aveva una tensione di 2400 V. Il parco macchine di prima dotazione era costituito dai mezzi forniti dalla Breda: 3 locomotori-bagagliaio (001-003) con rodiggio Bo'Bo' e 360 cavalli di potenza, caratterizzati da un innovativo sistema di recupero dell'energia Breda-Somarini, unico in Italia; 4 carrozze di terza classe (50-53); 3 miste prima-terza classe (20-22) e 16 carri merci di vario tipo (consegnati nel 1926, ben prima che la ferrovia aprisse).
Nel 1930 venne completato a Casella il tratto finale della linea, costituito dal ponte Vittorio Veneto sul torrente Scrivia, ma la ferrovia non venne subito prolungata nel percorso.
Nel 1933, nonostante la ferrovia funzionasse a pieno regime con un alto numero di passeggeri e merci, la SAFEL era sull'orlo del fallimento, avendo investito molto nei progetti di estensione senza preoccuparsi di saldare i debiti in sospeso con la Breda e con la Banca Nazionale del Lavoro, la quale aveva finanziato gran parte della costruzione della linea.
Nel 1934 la SAFEL venne dichiarata fallita dopo un processo giudiziario e la gestione della ferrovia venne acquisita dalle autolinee Lazzi di Firenze.
Il 23 agosto 1937 due locomotori andarono distrutti in un incidente nei pressi di Vicomorasso nel quale persero la vita cinque persone; per rimediare alla carenza di materiale motore furono acquistate dalla Società Veneta tre elettromotrici, costruite dalla MAN nel 1913 con rodiggio (A1) (1A) per le tranvie Montebelluna-Asolo e Montebelluna-Valdobbiadene chiuse nel 1931.
Le macchine entrarono in servizio nel 1939, mantenendo inizialmente la numerazione d'origine (053, rinumerata 055 nel 1943, 054 e 056), previa conversione a 2.400 V del sistema di alimentazione originale, funzionante alla tensione di 975 V.
Durante la seconda guerra mondiale la ferrovia rimase operativa e non subì particolari danneggiamenti, nonostante i bombardamenti che imperversavano sulla città di Genova. Al contrario, in quel periodo si registrò il massimo sfruttamento della linea, utilizzata assiduamente dalle famiglie genovesi sfollate (Casella, insieme a molti paesi dell'entroterra, era considerato un luogo sicuro) e dai lavoratori che partendo dalle colline dovevano raggiungere la città.

### Il secondo dopoguerra e la gestione statale

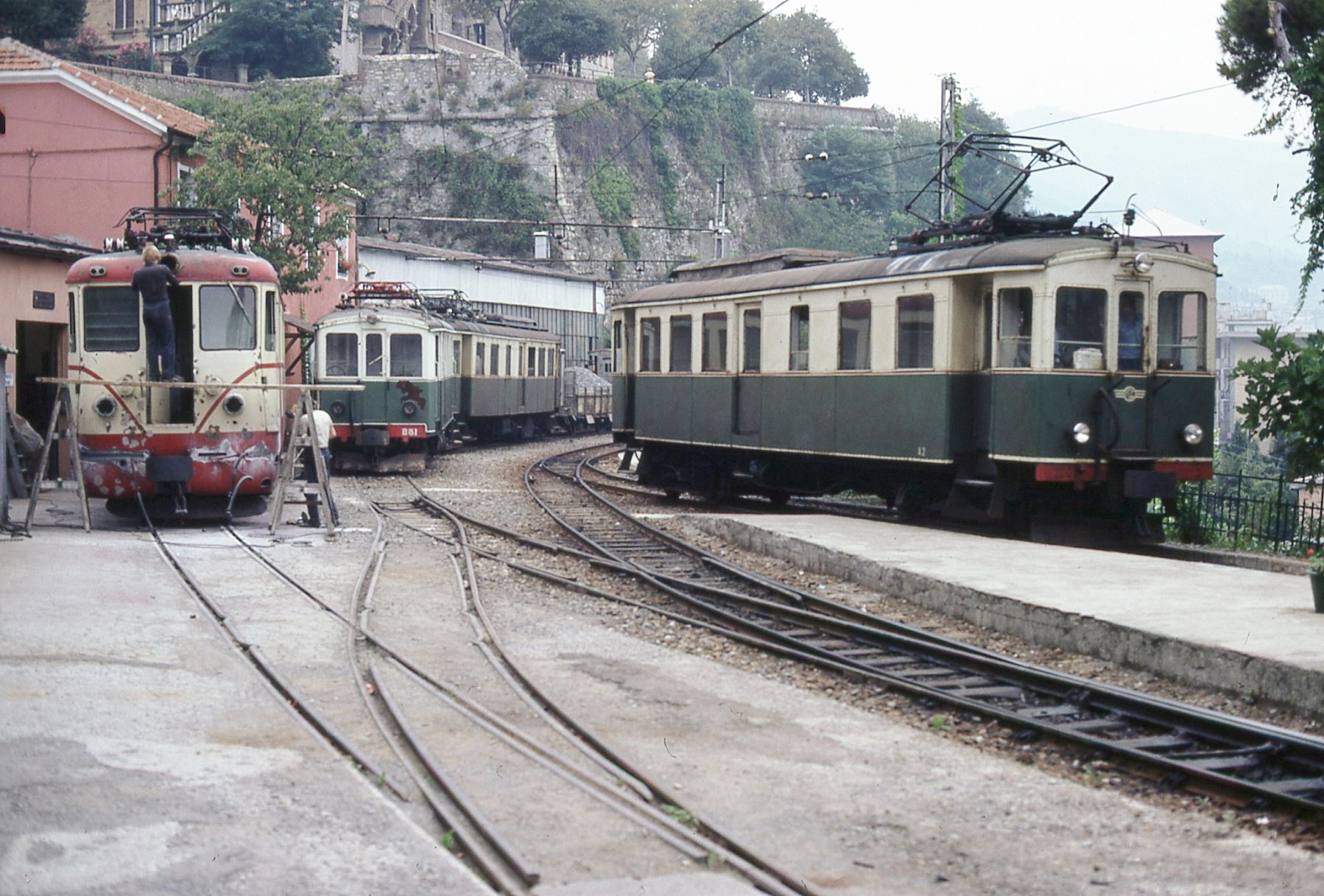
Treni in sosta alla stazione di Genova Piazza Manin nel 1980

La ferrovia, come molte linee concesse, rimase privata fino al 1949, quando passò in gestione commissariale governativa.
Alla fine del conflitto sia il materiale rotabile che le strutture risultavano danneggiati dall'usura alla quale erano stati sottoposti nel periodo bellico ed iniziò a farsi sentire la necessità di rinnovare il parco di trazione.
Nel 1953 venne realizzato il prolungamento in regresso, interamente in sede stradale promiscua, dalla vecchia alla nuova stazione capolinea, chiamata Casella Paese, relegando la stazione di Casella Deposito al ruolo di fermata intermedia e scalo tecnico.
Nel 1956 fu acquisito dalla FAA un locomotore (l'unità 28) dalla potenza di 355 kW con velocità massima di 50 km/h già utilizzato sulla Ferrovia Sangritana; nel 1960 fu acquisita un'altra unità (la 29) e ricambi. I locomotori erano parte di una commessa di quattordici locomotive a quattro assi costruite nel 1924 con equipaggiamento elettrico e carrelli forniti da TIBB e cassa realizzata da Carminati & Toselli. Originariamente a scartamento ridotto a 950 mm, vennero convertite a quello metrico.
Negli anni della motorizzazione di massa la ferrovia continuò ad essere molto frequenata grazie ai contenuti costi di manutenzione e di esercizio ed alla contemporanea mancanza di una rete stradale soddisfacente nella stessa zona, specie nella prima metà della tratta.
Il parco vetture venne integrato e rimodernato recuperando materiale rotabile dismesso da altre ferrovie via via dismesse.
Nel 1963, con la chiusura della linea a scartamento metrico Ora-Predazzo, gestita dalla Ferrovia Elettrica Val di Fiemme, la ferrovia Genova-Casella ereditò le due locomotive B51 e B52 con rodiggio Bo'Bo', 420 cavalli di potenza e velocità massima di 45 km/h; tre elettromotrici (A1-A3) costruite nel 1929 da TIBB per l'equipaggiamento elettrico e da Carminati & Toselli per la parte meccanica. Sempre dalla Val di Fiemme arrivarono sei carrozze a carrelli di cui due di tipo lungo, classificate come C101 e C102, e quattro di tipo corto, numerate dalla C103 alla C106. Nella sottostazione elettrica di Vicomorasso vennero installati due convertitori statici al mercurio in sostituzione degli originali raddrizzatori a gruppi rotanti, operazione che consentì di aumentare la tensione della linea di contatto da 2,4 a 2,6 kV in corrente continua. Dal momento che i nuovi convertitori statici non permettevano più il recupero dell'energia, tutto il materiale di trazione originario e quello proveniente dalla Società Veneta venne accantonato e successivamente demolito.
Cinque anni più tardi vennero acquistate quattro elettromotrici dalla ferrovia Spoleto-Norcia: si trattava di mezzi costruiti da C&T\TIBB nel 1926 e ricostruiti da Casaralta\TIBB nel 1957 con nuovi equipaggiamenti elettrici. Trasferite a Genova nel 1970, entrarono in servizio regolare, numerate A4-A7, tra il 1971 e il 1973 dopo aver provveduto alla necessaria variazione di scartamento da 950 mm a 1000 mm.
Il 17 gennaio 1974 l'elettromotrice A3 deragliò a causa di una frana a Sardorella, causando un morto. Il 31 ottobre dello stesso anno l'intera linea venne posta sotto sequestro per ordine della magistratura e potrà essere riaperta al traffico solo dopo il completamento dei lavori più urgenti. Nel 1975 venne rinnovato l'armamento, con la posa di rotaie da 36 kg/m in luogo di quelle originali da 27 kg/m e di una terza rotaia centrale nei tratti in curva per limitare il rischio di deragliamento. Questi interventi permisero di innalzare la velocità massima della linea.
L'ammodernamento dell'infrastruttura e dei rotabili continuò in fasi successive negli anni seguenti: nel 1980 venne realizzato l'ampliamento del ponte sullo Scrivia, che consentì di spostare in sede propria il tratto da Casella Deposito a Casella Paese e di costruire un binario di raddoppio a Casella Paese, dove l'edificio della stazione è rimasto lo stesso, ma con i binari spostati sul lato opposto. Ebbe inizio l'applicazione di un nuovo schema di verniciatura amaranto e crema destinato a tutto il materiale viaggiatori e la ditta Gleismac venne incaricata di ricarrozzare ben 9 vetture su 12 ad esclusione della C22, trasformata in precedenza in carrozza-bar e divenuta parte del Treno Storico, e delle C103-104, assegnate anch'esse al Treno Storico. Le elettromotrici A1 ed A2 vennero ricarrozzate mantenendo l'estetica tradizionale negli anni seguenti dalle officine sociali. Nel 1985 rientrò in servizio l'elettromotrice A3 con cassa completamente ridisegnata, equipaggiamento elettrico a chopper realizzato dalla società EEA di Genova e due pantografi Faiveley con doppio strisciante già sperimentati sulle B51 e A4. Due anni più tardi la ditta Gleismac fornì alla FGC una locomotiva diesel-idraulica classificata D1 con rodiggio B'B', potenza 400 kW e velocità massima di 40 km/h, costruita nel 1964 per la Deutsche Bundesbahn, la quale venne impiegata in testa ai treni cantiere e come locomotiva di soccorso.

### La riscoperta turistica
Come detto la ferrovia possiede un treno storico che viene utilizzato prevalentemente a noleggio.
In alcuni eventi il convoglio è stato trasformato in un palcoscenico per prose teatrali e utilizzata in grandi eventi. Dall'epifania del 2000 il treno diventa Befana Express e viene utilizzato dalla befana per portare i doni ai bambini, nel 2001 la carrozza bar è stata ospitata all'Euroflora, mentre dal 2008 ospita lo spettacolo del Teatro Cargo Donne in guerra pièce che racconta il periodo di guerra visto dall'universo femminile

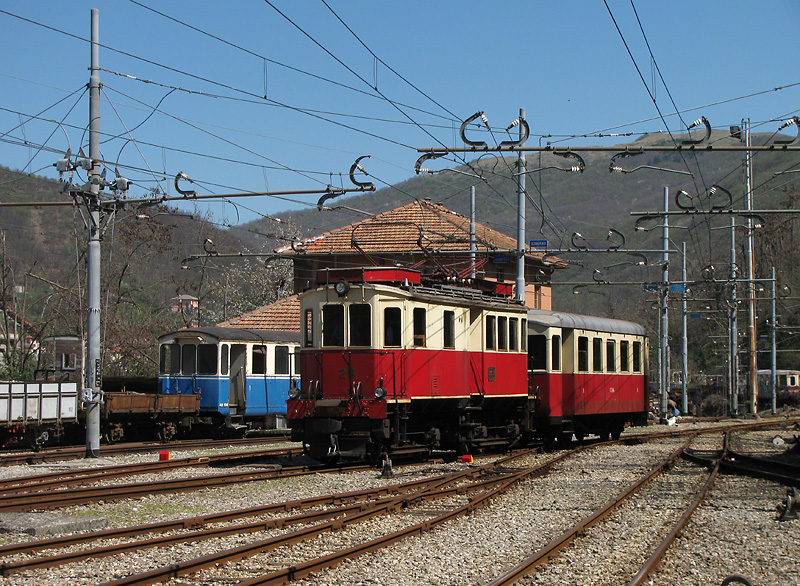
Locomotiva storica 29 con carrozza storica C104 in manovra a Casella Deposito durante un servizio fotografico

Nel corso degli anni ottanta, accanto alle esigenze di trasporto pendolare, prese forma la vocazione turistica della linea, per via dei paesaggi e dei panorami attraversati. Nacque così nel 1989 (il viaggio inaugurale avvenne il 5 novembre), tra i primi in Italia, il "Treno Storico", un convoglio assemblato con rotabili d'epoca che ha tuttora lo scopo di valorizzare la vocazione turistica della linea. La composizione completa prevede in testa la locomotiva 29, la più antica locomotiva elettrica funzionante in Italia, le carrozze C103 e C104 e la carrozza-bar C22. I prezzi relativamente contenuti del suo noleggio sono la ragione del successo di questo convoglio, che può essere affittato completo o in parte per eventi particolari come matrimoni, treni fotografici ed altri eventi speciali.
Gli anni novanta portarono alla linea ulteriori novità: nel 1991 venne rinnovata completamente la linea aerea dalla ditta Ansaldo Trasporti e la caratteristica palificazione originale Breda venne sostituita da un sistema a contrappesi assai simile a quello in uso da RFI, a doppio filo di contatto di 100+100 mm². La tensione venne quindi elevata al valore di 3000 V CC, lo stesso utilizzato sulle linee statali italiane (ad eccezione di quelle dedicate all'alta velocità costruite nei decenni successivi). Qualche anno più tardi, nel 1993, vennero consegnate dalla Firema-Officine di Cittadella due elettromotrici di tipo E46 a chopper (rodiggio Bo'Bo', potenza 350 kW e velocità massima 45 km/h) con cassa identica alla ristrutturata A3, denominate A8 e A9, che montavano carrelli provenienti rispettivamente dai locomotori B51 e B52, nel frattempo accantonati.
Un ulteriore esemplare di questa famiglia di elettromotrici fu consegnato nel 1995 dal Firema Consortium: si trattava dell'elettromotrice A10, che differiva dalle sorelle A8-A9 solo per la linea dei finestrini più bassa, in modo da permettere una migliore visione del panorama, e montava carrelli provenienti dalla A2, rimpiazzati successivamente da quelli dell'A3 nel frattempo accantonata (demolita nel 2011). Nel 1998 vennero infine consegnate due elettromotrici di tipo E46A a chopper (potenza 560 kW) con cassa identica alla A10 e carrelli nuovi costruiti appositamente da ADtranz (Vado Ligure). Vennero prodotte anche 3 carrozze (C60-C62) che condividevano cassa e carrelli con le elettromotrici di ultima generazione.

### La gestione regionale
Gli anni 2000 portarono una svolta nella gestione della linea: infatti nel 2002 cessò l'affidamento temporaneo alle Ferrovie dello Stato (iniziato tre anni prima) e la gestione passò alla Regione Liguria, che la esercitò con la società Ferrovia Genova Casella Srl. Alla fine dello stesso anno una frana caduta a Sant'Olcese Tullo rese necessaria la chiusura della linea per tre mesi in modo da consentire i necessari lavori di messa in sicurezza. Nello stesso periodo venne eseguita anche una breve rettifica del percorso presso Molinetti.
Il 2005 vide il restauro, alla Cmf di Strevi, e la messa in esercizio di un carro merci chiuso F23, acquistato con fondi europei dalla dismessa ferrovia Rimini – San Marino, il quale venne adibito al trasporto biciclette. Nel 2021 il carro è stato posto come monumento alla stazione di Crocetta d'Orero. Nel 2009 venne ceduto alla Trentino Trasporti, gestore della ferrovia Trento-Malè, il locomotore B51 con carrelli provenienti dalla elettromotrice AB.04 della ferrovia Rimini-San Marino, mentre il gemello B52 venne avviato alla demolizione (avvenuta nel 2014).

### La gestione AMT

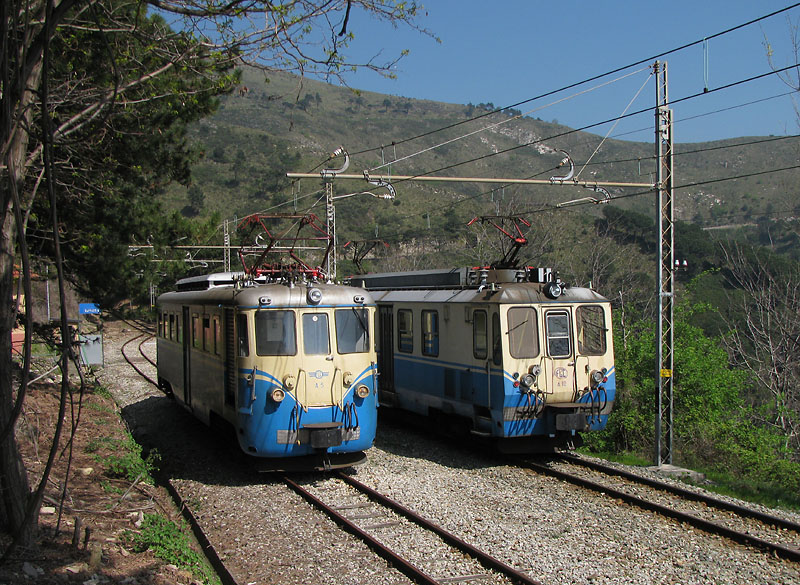
A5 dopo il restyling estetico del 2010 in un incrocio con la A10 alla stazione di Cappuccio

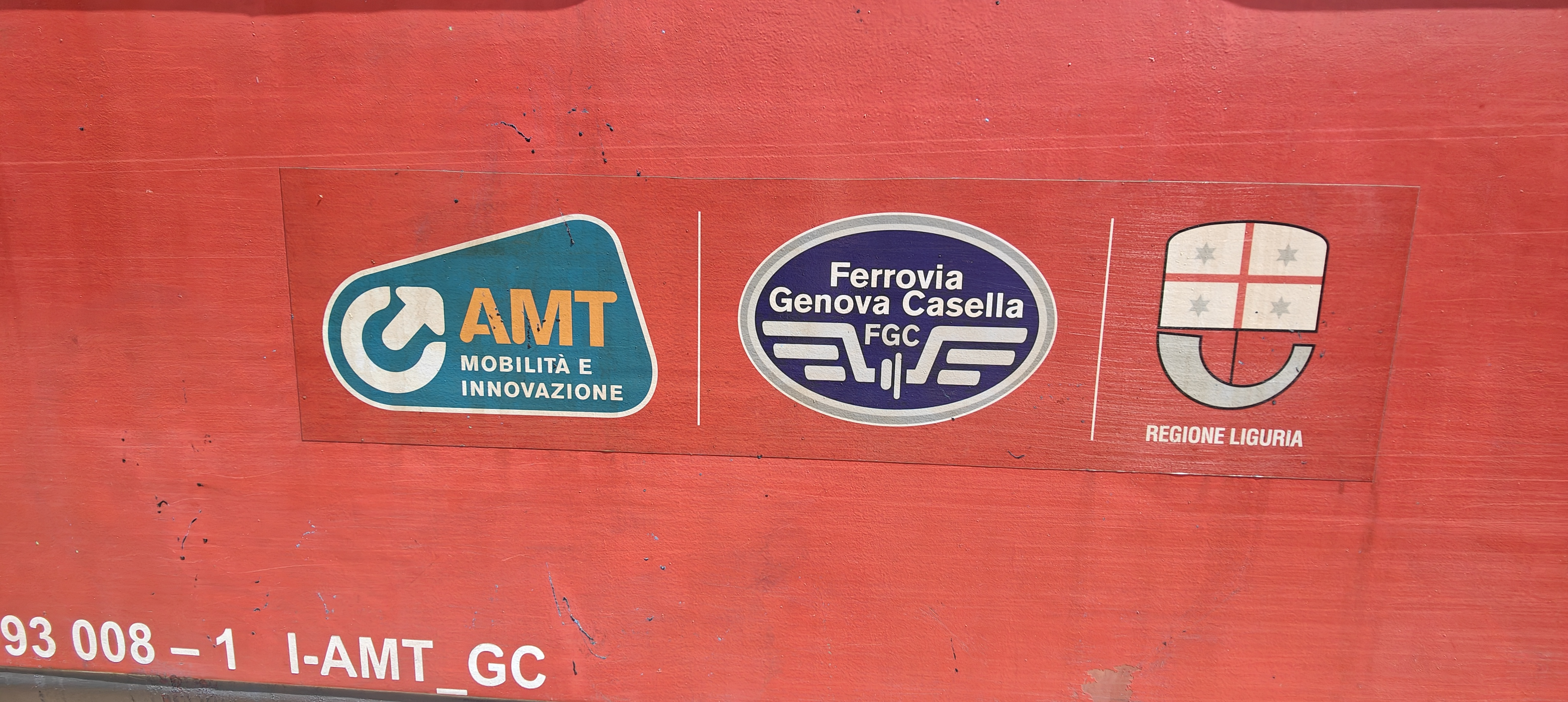
I loghi di AMT, della FGC e della Regione Liguria sopra le fiancate del materiale rotabile

Dal 16 aprile 2010, a seguito dell'esito di una gara bandita dalla regione, la gestione della ferrovia è passata definitivamente all'AMT di Genova. Con la nuova gestione, l'elettromotrice A5 venne sottoposta ad un restauro integrale, durante il quale venne dotata del dispositivo vigilante e di una pellicola anti-graffiti. Venne inoltre affidato l'appalto per il rifacimento ed adeguamento alla normativa vigente della sottostazione elettrica di Vicomorasso. La nuova gestione ha infine eseguito nel 2011 lavori di manutenzione straordinaria all'armamento per ridurre i rallentamenti che erano stati istituiti negli ultimi anni a causa del deterioramento dello stesso. Sono inoltre sottoposte a restauro e dotate di una pellicola anti-graffiti le elettromotrici A1 e A11.
Nel novembre 2013 la ferrovia fu chiusa a causa di cedimenti e frane lungo il percorso; la riapertura avvenne il 21 maggio 2016, con venti corse al giorno.
Sempre nel 2016 le vetture hanno cambiato la livrea, adottando un colore rosso acceso, comune a quello delle funicolari genovesi, mentre dal 2021 il logo storico della ferrovia è affiancato dal nuovo logo AMT.
Nel 2019, in occasione del 90º anniversario dall'apertura della ferrovia, la vettura A12 ha ricevuto una livrea commemorativa, interamente color crema.
Dal 29 marzo 2021 è nuovamente operativa la stazione di Crocetta d'Orero, soppressa nel 1994, che ospita ogni sabato anche il Museo della Ferrovia Genova Casella.

## Progetti
Nel corso degli anni sono stati effettuati studi per un prolungamento della linea dalla stazione di piazza Manin, poco distante dal castello Mackenzie, fino al centro della città.

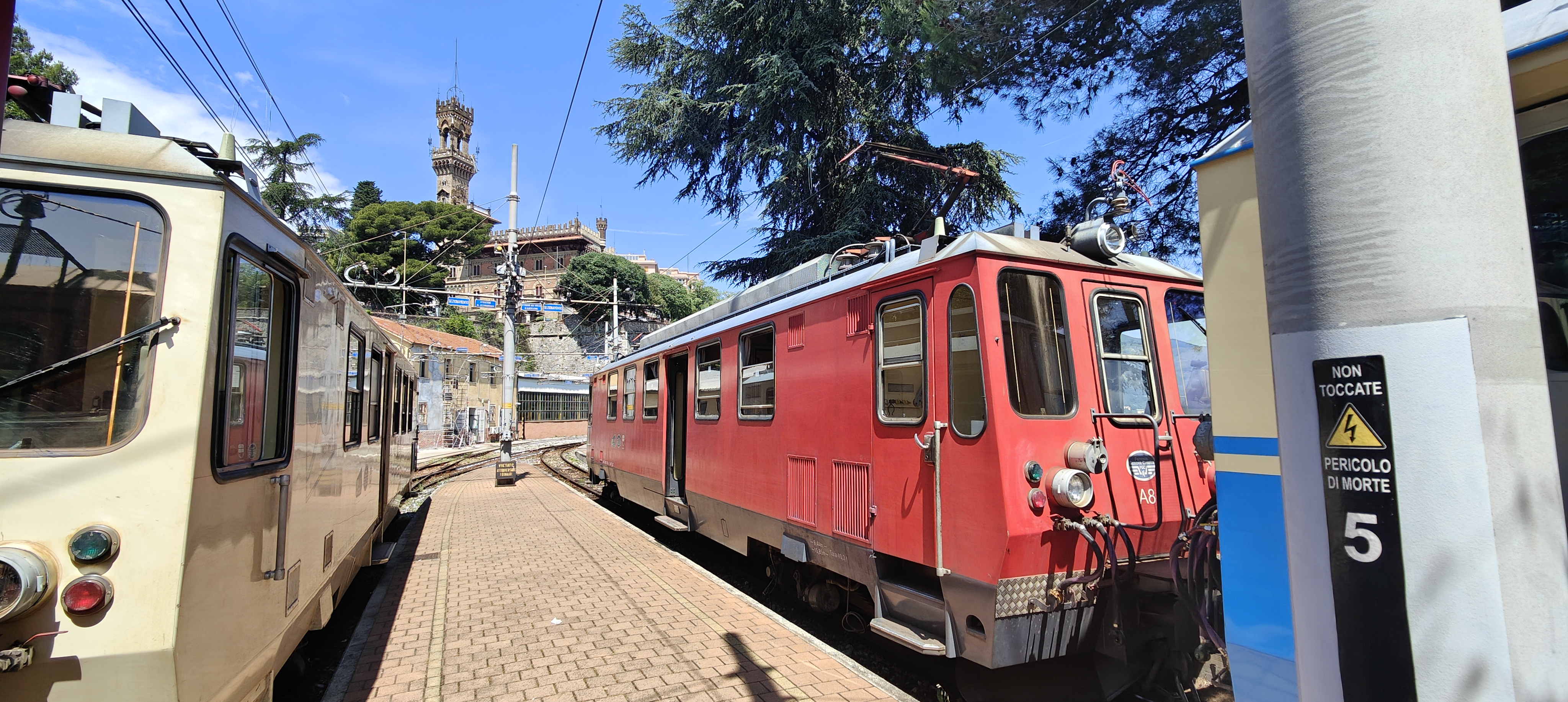
Il Castello Mackenzie che domina dall'alto la stazione capolinea di Genova Piazza Manin; sulla destra l'elettromotrice A8, sulla sinistra la A12.

Una relazione del 1926 della SFEL prevedeva il raccordo della stazione con l'allora esistente rete tranviaria di Genova, mentre un progetto del 1953 prevedeva la trasformazione della linea in tranvia extraurbana, con la costruzione di una nuova stazione di fronte al liceo ginnasio Andrea D'Oria e l'impianto di binari lungo via Burlando e corso Monte Grappa, con innesto alle tranvie urbane genovesi in via Canevari. Il progetto non ha avuto seguito in quanto troppo laborioso: il raccordo tranviario, oltre ad imporre vincoli sul tipo di materiale rotabile, avrebbe richiesto un abbassamento molto consistente della tensione di alimentazione (600 V), che a sua volta avrebbe reso necessaria l'installazione di molte sottostazioni elettriche per aumentare la corrente lungo il percorso collinare.
Nei primi anni Ottanta si era ipotizzata una diramazione volta a servire il quartiere di Begato, sopra Rivarolo, che avrebbe così collegato - come una sorta di metropolitana leggera, in affiancamento alla metropolitana genovese, all'epoca in costruzione - la delegazione ponentina con il centro della città, ed anche un prolungamento dal capolinea di Casella fino al comune di Isola del Cantone. Nessuno di questi progetti si è tuttavia mai concretizzato.
Nel 2007 è stata manifestata l'intenzione di assemblare un altro convoglio storico da far circolare in settimana (al traino dell'A2 restaurata) e di aprirsi al mercato internazionale, stringendo accordi con Costa Crociere e Acquario di Genova; neppure tale possibilità si è realizzata.
Nel 2010 venne ordinato un tram-treno per l'esercizio sulla linea ad AnsaldoBreda, con progetto basato su quello del tram urbano Sirio. A seguito di problemi riscontrati sui carrelli il convoglio non è stato realizzato ed il progetto abbandonato dalla casa costruttrice, diventata negli anni Hitachi Rail Italy. I fondi in origine destinati al nuovo mezzo verranno riutilizzati per il revamping delle vetture già in servizio sulla linea.

## Caratteristiche

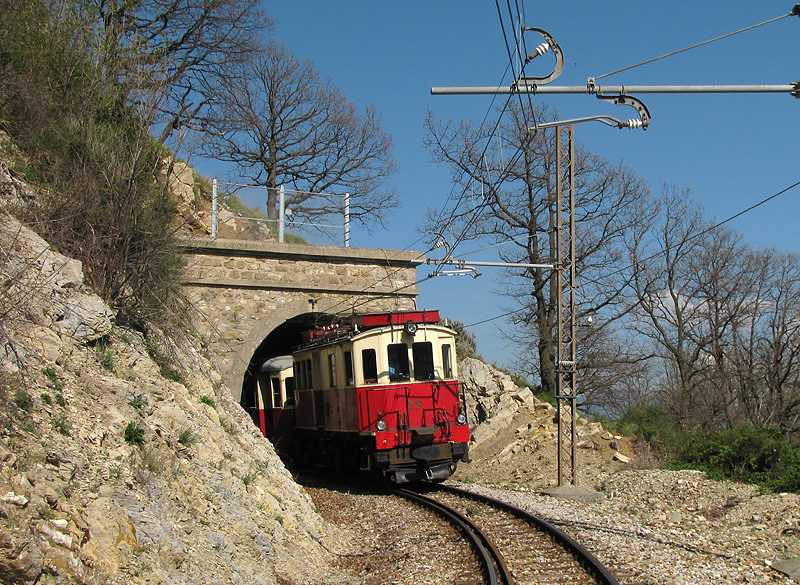
Treno storico trainato dal locomotore 29 all'uscita di una galleria

La linea è una ferrovia a binario singolo a scartamento metrico. La trazione è elettrica alla tensione di 3000 V in corrente continua tramite linea aerea di contatto.
A causa della complessa orografia dell'Appennino ligure, la Genova-Casella è strutturata come una ferrovia montana. Le curve seguono l'andamento delle montagne e compongono il 45% dei 24 318 m dell'intero percorso, con un raggio minimo di 60 m. Lungo la linea sono presenti tredici gallerie, con una lunghezza che varia dai 30 m ai 150 m. I ponti sovrastano piccole valli tra una cima e l'altra: sei sono lunghi dieci metri e in muratura, di cui uno da quattro arcate e gli altri da tre. Lo Scrivia è scavalcato da un viadotto a campata unica.
La linea inizia all'altitudine di 93 metri s.l.m. presso la stazione di Genova Piazza Manin, per poi passare in soli nove chilometri ai 370 m di località Trensasco e giungere ai 410 metri di altitudine del capolinea di Casella dopo aver valicato il punto più alto del tracciato, lo spartiacque della frazione di Crocetta d'Orero, a 458 metri s.l.m. La pendenza massima è del 45‰.
Lungo il percorso, oltre ai due capolinea, sono presenti nove stazioni, dotate di doppio binario e abilitate all'incrocio dei treni, e undici fermate a binario singolo; in tutti gli impianti adibiti al servizio viaggiatori eccetto i due capolinea e la stazione di Casella Deposito (dove i treni effettuano l'inversione di marcia) la fermata è normalmente a richiesta e viene saltata se non sono presenti persone in attesa di salire, nessuno a bordo del treno richiede di scendere utilizzando gli appositi pulsanti di prenotazione e, nelle stazioni a doppio binario, non è necessario eseguire un incrocio tra convogli che procedono in direzioni opposte. Le fermate di Poggino, San Pantaleo 2 e Liggia (attiva fino al 2016) sono attualmente inutilizzate, mentre Vallombrosa è servita solo nei giorni feriali. Il deposito principale è collocato a Casella Deposito, impianto che è anche, come già accennato, sede di regresso, mentre l'officina è collocata a Genova Piazza Manin e la sottostazione elettrica che alimenta tutto il percorso è posta a Vicomorasso, dove è anche presente un ulteriore deposito.
Gli scambi degli impianti di Torrazza e Casella Deposito vengono manovrati elettricamente mediante un sistema automatico di gestione degli itinerari denominato Apparato Centrale Automatico ad Itinerari (ACAI), derivato dall'ACEI impiegato sulle linee di Rete Ferroviaria Italiana (RFI). Sono inoltre presenti otto passaggi a livello incustoditi, azionati direttamente dai treni tramite pedali di comando disposti lungo il tracciato. La sottostazione elettrica di Vicomorasso viene controllata in remoto dalla stazione genovese.

### Percorso
| Head station |

| Station on track |

| Unknown route-map component "eHST" |

| Stop on track |

| Station on track |

| Unknown route-map component "eHST" |

| Stop on track |

| Station on track |

| Stop on track |

| Station on track |

| Station on track |

| Small bridge over water |

| Stop on track |

| Station on track |

| Stop on track |

| Station on track |

| Station on track |

| Stop on track |

| Stop on track |

| Unknown route-map component "eHST" |

| Stop on track |

| Stop on track |

| Unknown route-map component "bAKBHFr+r" |

| Small bridge over water |

| End station |

La linea si snoda interamente all'interno della città metropolitana di Genova ed attraversa i territori di quattro comuni: Genova, Sant'Olcese, Serra Riccò e Casella.
Il tracciato costeggia nella prima tratta, in Val Bisagno, la linea di fortificazioni che costituisce parte del nucleo levantino dei forti di Genova e delle mura di Genova d'epoca medievale, per proseguire, dopo la galleria Trensasco a 100 m s.l.m., in Val Polcevera, con un andamento inizialmente più dolce, per poi riprendere, specie sugli spettacolari tornanti di Sant'Olcese che consentono di prendere quota, le caratteristiche della prima tratta: pendenze sino al 45 per mille e curve di raggio minimo di 60 metri.
La breve galleria Crocetta, di 58 m, che segue immediatamente l'omonima fermata al punto di valico a 458 m s.l.m., immette in Valle Scrivia.
Il capolinea di Casella Paese viene raggiunto dopo una ripida discesa, un regresso alla radice del grande impianto di Casella Deposito e lo scavalcamento del torrente Scrivia.
Previa prenotazione, è possibile ottenere il noleggio di interi convogli, costituiti di norma da una elettromotrice e da uno o più vagoni, per matrimoni, per il trasporto di biciclette e per gruppi di escursionisti numerosi.

### Luoghi d'interesse
Molti sono i luoghi interessanti raggiungibili o visitabili dalle stazioni e fermate del trenino di Casella:
- La stazione di Genova Piazza Manin è raggiungibile dalla stazione ferroviaria RFI di Brignole utilizzando le linee AMT 36[39] e 49 oppure da quella di Piazza Principe utilizzando la linea AMT 34; in auto uscendo al casello autostradale di Genova Est, lasciando il proprio mezzo nel parcheggio d'interscambio della Piastra e servendosi della linea 34 in partenza dal cimitero monumentale di Staglieno; nei dintorni della stazione è possibile visitare il castello Mackenzie, a metà tra il centro della città e il quartiere di Marassi; percorrendo in discesa via Assarotti è possibile ammirare piazza Corvetto, in pieno centro a Genova; scendendo dalla parte opposta, lungo la scalinata Montaldo, si giunge in piazzale Marassi, nei pressi dello stadio Luigi Ferraris[40], dove è presente un altro parcheggio.
- Dalla stazione di Campi è possibile raggiungere i forti Diamante, Fratello Minore, Puin, Sperone e Castellaccio[40][41].
- Dalla stazione di Pino, servita anche dalla linea di autobus 481, si arriva in circa 3 ore di escursione a piedi a Creto[40].
- Dalla stazione di Torrazza si può arrivare al Centro di Educazione Ambientale, il quale organizza giornate naturalistiche per scolaresche[40].
- Dalla stazione di Sant'Olcese Tullo si va a piedi alla strada per Ronco e al sentiero botanico di Ciaè.[2]
- La stazione di Crocetta d'Orero, riaperta nel settembre del 2021, ospita il Museo della Ferrovia Genova Casella.
- Dalla stazione di Canova-Crocetta si arriva in circa 3 ore di escursione al Santuario di Nostra Signora della Vittoria[40].
- Dal capolinea di Casella Paese si possono visitare il Castello della Pietra, la Chiesa di Santo Stefano, il Palazzo Fieschi e l'Oratorio di Sant'Antonio abate. Oltre a visitare il paese di Casella, è possibile effettuare escursioni in mountain bike e a piedi[40].

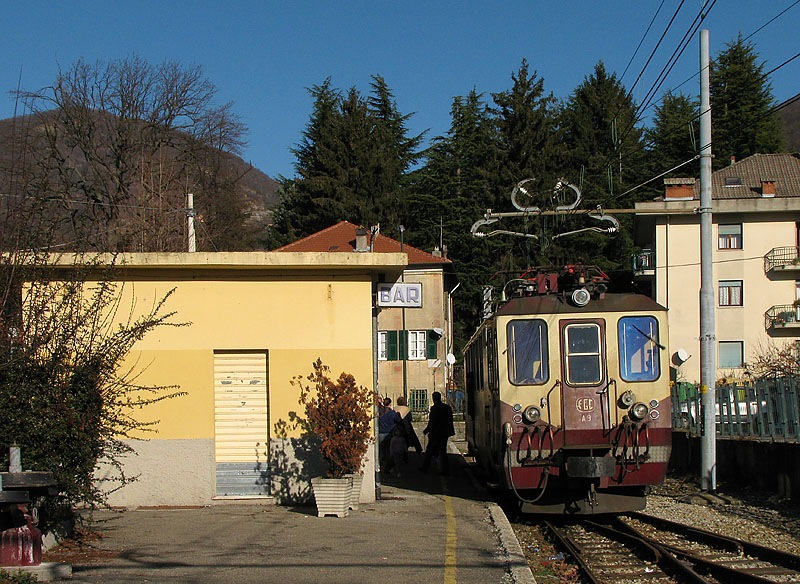
Stazione di Casella
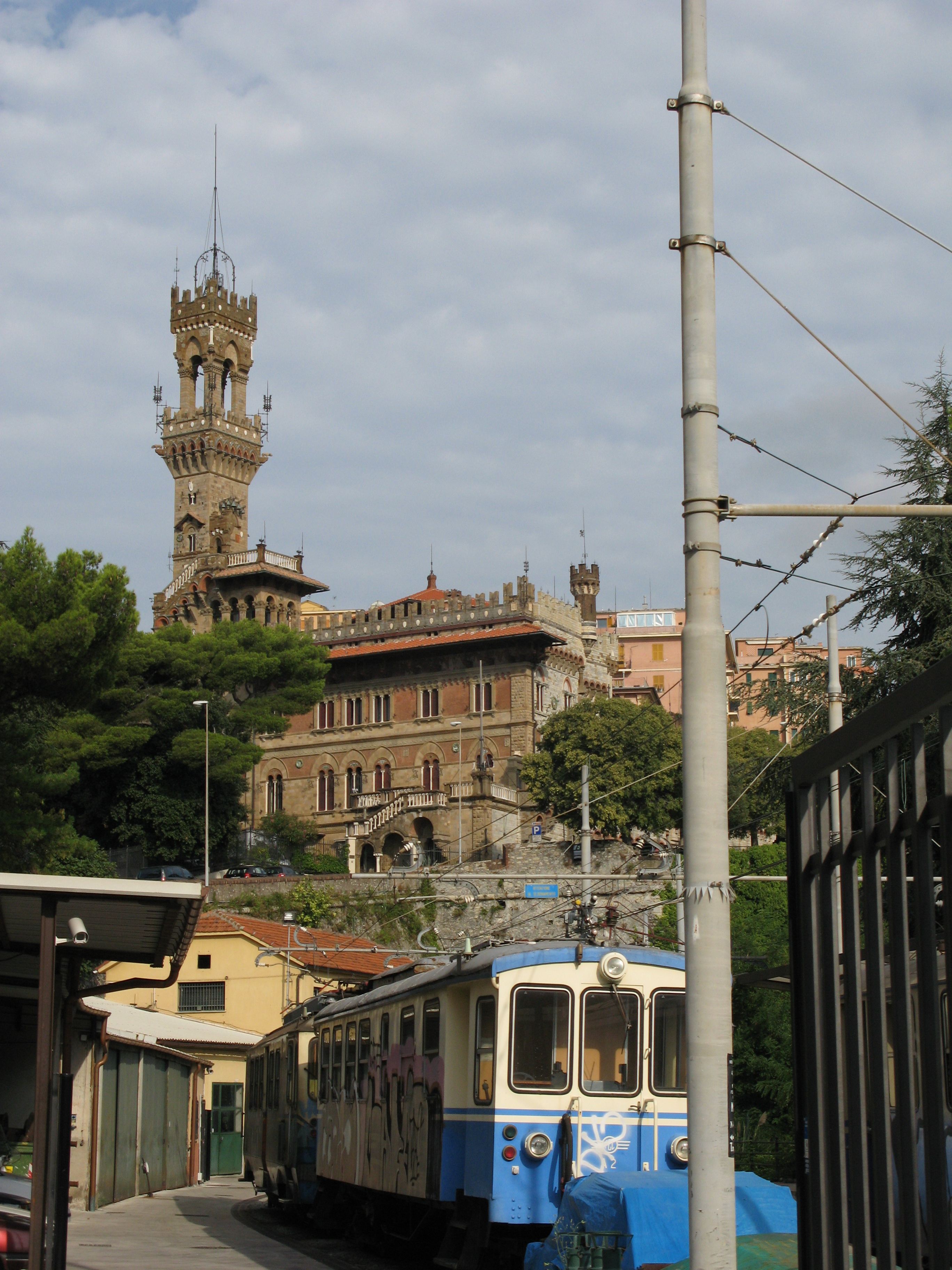
Stazione di Genova Piazza Manin; sullo sfondo il Castello Mackenzie
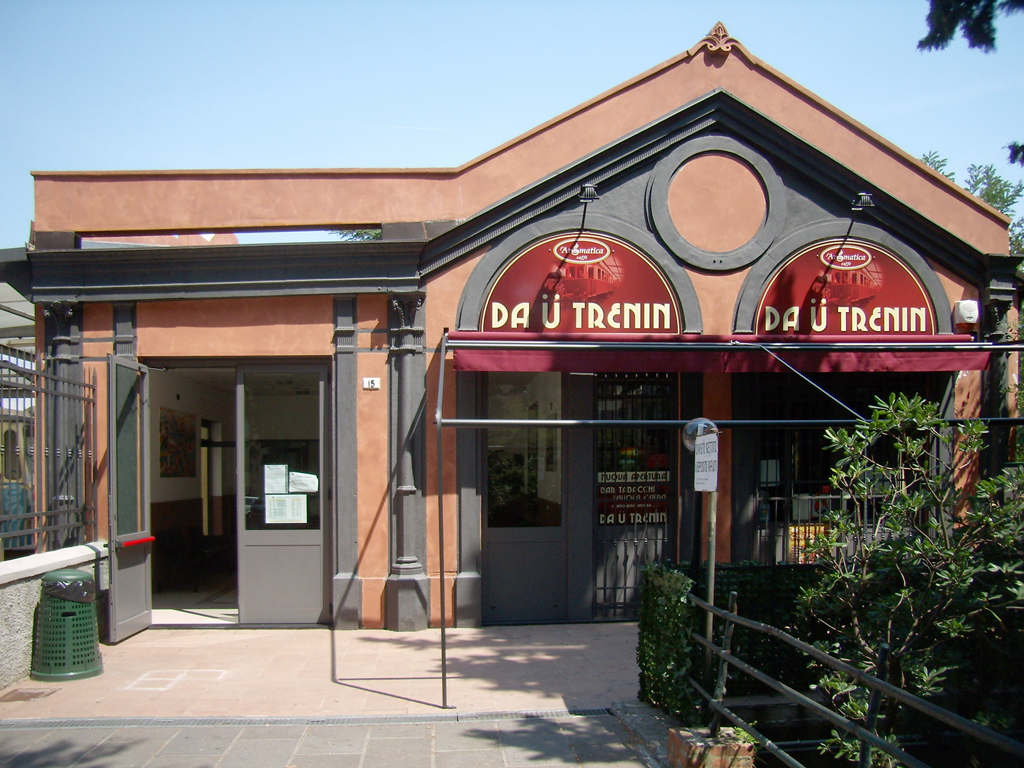
Fabbricato viaggiatori della stazione di Genova Piazza Manin, edificato tra il 1921 e il 1929 e ristrutturato nel 2007
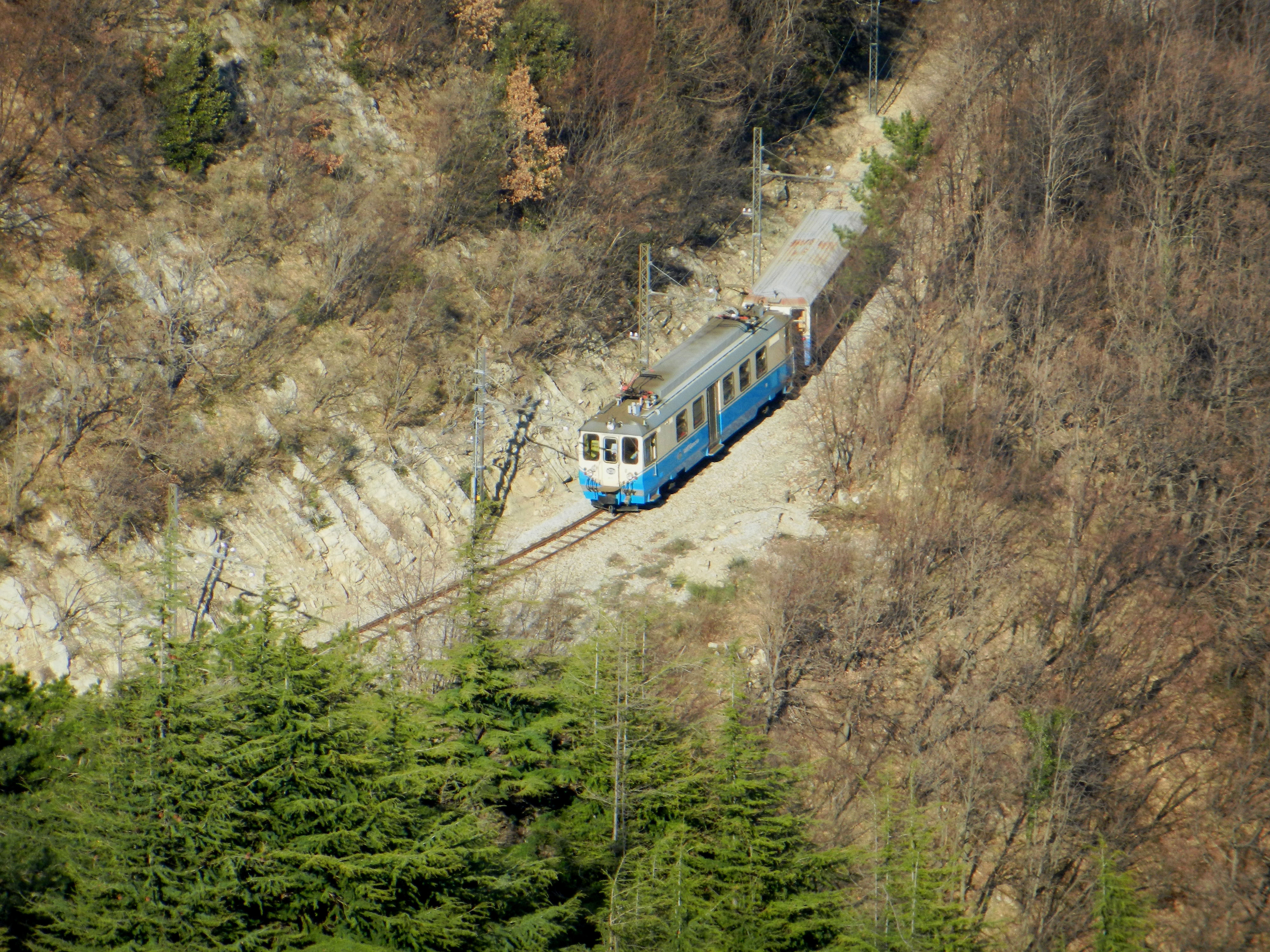
La ferrovia Genova-Casella alle pendici del monte Diamante
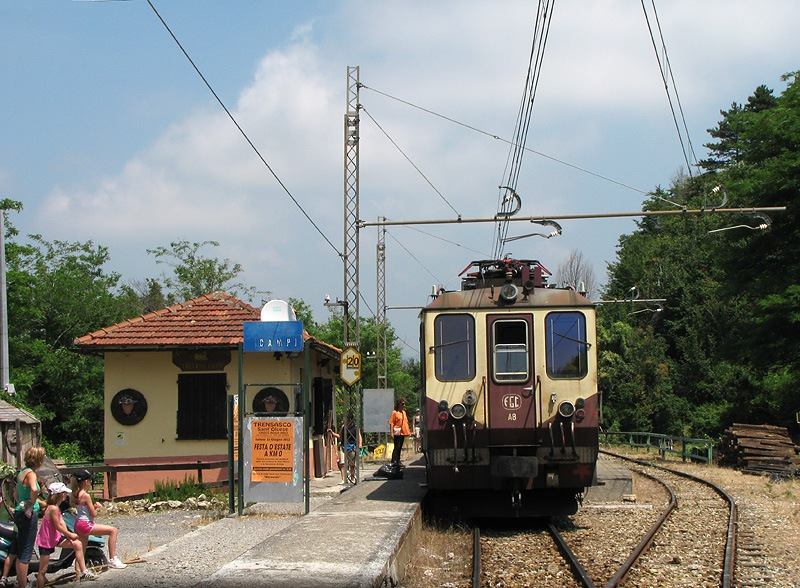
Elettromotrice A8 in stazione a Campi (Genova)
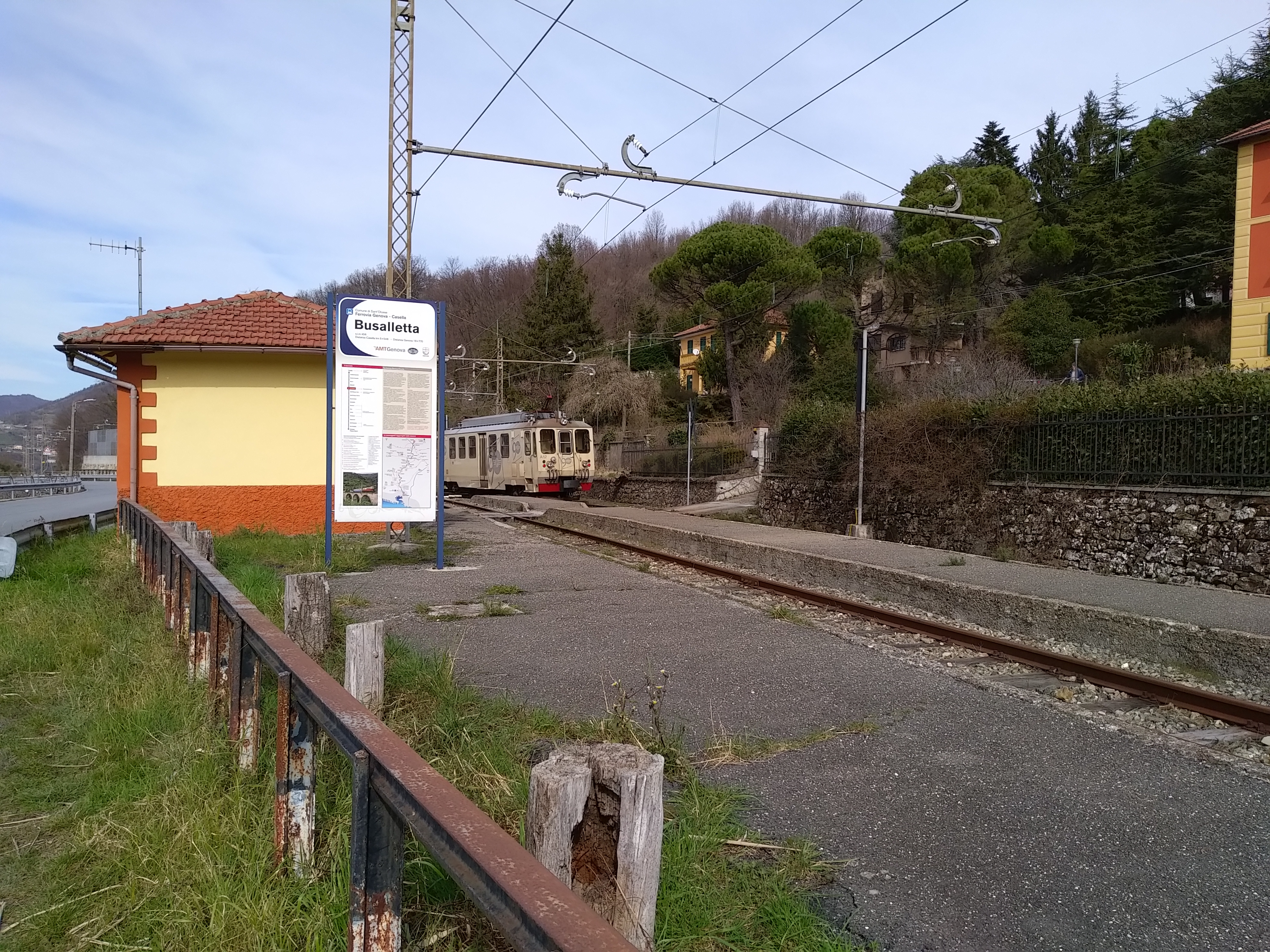
La fermata di Busalletta (Sant'Olcese)

## Traffico
Con dieci coppie giornaliere di treni nei giorni feriali, la ferrovia trasporta circa 250.000 passeggeri all'anno fra turisti e pendolari. La ferrovia ha unito alla tradizionale vocazione pendolare anche quella di ferrovia turistica per via dei panorami, degli ambienti attraversati e dei luoghi di interesse storico irraggiungibili se non attraverso boschi e sentieri.
Il tempo di percorrenza dell'intera linea è di circa un'ora.

## Materiale rotabile

### Materiale motore
Il materiale motore della ferrovia Genova-Casella nel corso degli anni è stato il seguente:
- Locomotive 28 e 29: essi sono stati costruiti nel 1924 per la Ferrovia Adriatico-Appennino. L'equipaggiamento elettrico è stato fornito da TIBB di Vado Ligure; la cassa ed i carrelli, invece, sono stati realizzati da Carminati&Toselli di Milano. Fa parte di una commessa del 1922 di 14 locomotive a 4 assi con scartamento a 950 mm per la Ferrovia Sangritana. due di esse (numerate 28 e 29) vengono cedute alla FGC alla fine degli anni cinquanta previa conversione allo scartamento metrico e modifica da locomotore bagagliaio a trasporto passeggeri. Il locomotore 29 entra in servizio nel 1962 e le principali modifiche riguardano lo scomparto passeggeri da 16 posti ricavano nel vano bagagli, la sostituzione delle originali casse reostatiche e l'installazione di un pantografo a stanghe simile a quelli adottati all'epoca dalle FS. Il Locomotore Storico 29 è ad oggi il rotabile elettrico più antico ancora operativo in Italia e viene utilizzato in composizione con le carrozze C22-C103-C104 del Treno Storico al traino di treni speciali mentre Il locomotore 28 venne invece è demolito nel 1998[9], dopo un lungo periodo di accantonamento, iniziato nel 1975.
- Elettromotrici A1-A2-A3: costruite nel 1929 per la Ferrovia della Val di Fiemme (Ora-Predazzo); sono state realizzate da TIBB, per l'equipaggiamento elettrico, e da C&T, per la parte meccanica. Peculiarità di questi mezzi è l'impiego del Freno continuo automatico Hardy. L'unità classificata A1, è stata sottoposta nel 2011 a un intervento di applicazione di pellicola anti-graffiti crema/blu e nuovi loghi AMT ed è stata impiegata per i treni ordinari fino al 2019 e nel 2022 è accantonata in attesa di un revamp. L'A2, dopo un lungo restauro che la ha riportata allo stato d'origine del 1929, è stata rimessa in servizio a giugno 2018;Tuttavia, a dicembre dello stesso anno fu coinvolta in un incidente in linea, da cui è uscita fortunatamente poco danneggiata. A settembre 2019, in occasione dei festeggiamenti dei 90 anni della ferrovia, è stata presentata dopo gli interventi di ripristino ed al 2022, svolge servizio regolare per i treni storici: a partire dal 15 febbraio 2020 effettua alcune corse aperte al pubblico previste da orario ogni sabato[44].  Infine, l'unità gemella A3, ricostruita a cura della Gleismac/EAA, dopo aver subito gravi danni nell'incidente di Sardorella del 1974, venne rimessa in servizio nel 1983 con nuova cassa ed equipaggiamenti di trazione elettronici a chopper (fungendo da prototipo per le successive EM A8÷A12); fu infine demolita nel 2011 dopo 12 anni di accantonamento.
- La A1, la A2 e la A3 fanno parte di un lotto di una trentina di elettromotrici costruite da Carminati e Toselli di Milano. Di queste, 23, estremamente simili fra loro al punto di essere definite impropriamente "unificate", vennero prodotte fra il 1924 ed il 1940 dalla milanese C&T: 9 destinate alla FAA (Fermana e Sangritana), 5 alla Spoleto-Norcia, 3 alla Ora-Predazzo, 2 alla Pescara-Penne, e qualche anno dopo 4 alla Rimini-San Marino. Analogo disegno per le 6 elettromotrici della Domodossola-Locarno a 1500V, mentre il materiale della Calalzo-Dobbiaco, esteticamente simile alle precedenti, era di produzione Stanga[45].
- Elettromotrici A4-A7: vengono costruite nel 1957 su telai e carrelli delle elettromotrici C&T\TIBB del 1926 (assai simili alle A1-A2) prodotte per la Ferrovia Spoleto-Norcia. La ricostruzione del 1957, a cura di Casaralta\TIBB, vede l'applicazione di nuovi equipaggiamenti elettrici e l'adozione di una nuova cassa dal design tondeggiante tipico di quegli anni che condividono con le automotrici Stanga-TIBB. Trasferite a Genova nel 1970 con la chiusura della celebre Spoleto-Norcia, entrano in servizio regolare, ri-numerate A4-A7, tra il 1971 e il 1973 dopo aver provveduto alla necessaria variazione di scartamento da 950 mm a 1000 mm.  Le unità A4 e A7 sono state demolite (rispettivamente nel 2014 e nel 2016), mentre La A5 era stata rimessa in condizioni di viaggiare a febbraio 2010, con l'installazione di dispositivi totalmente elettronici di misura della velocità e del dispositivo uomo morto, l'applicazione di una pellicola anti-graffiti crema/blu e dei nuovi loghi AMT ma nel 2022 è stata portata via per essere restaurata, ed infine l'A6 è da oltre 10 anni che è accantonata in attesa di restauro.[11]

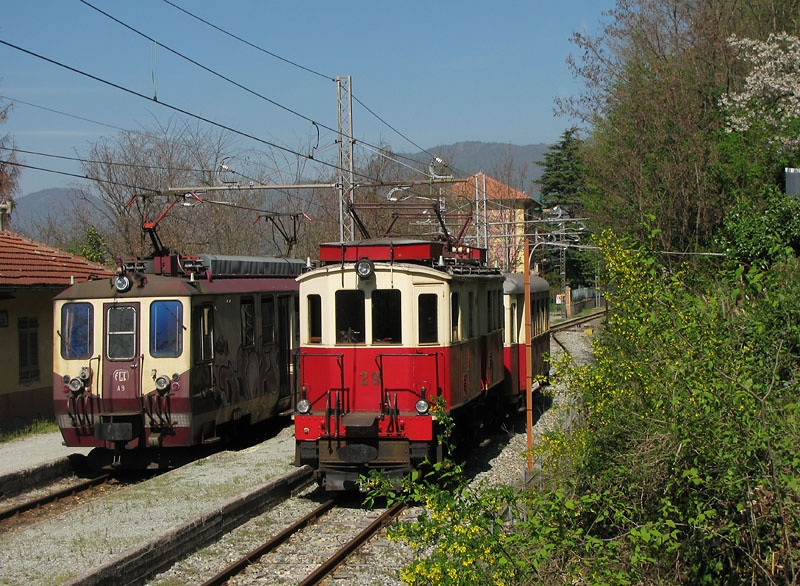
Generazioni a confronto: il locomotore storico 29 incrocia a Torrazza l'elettromotrice A9, uno dei mezzi più moderni della linea

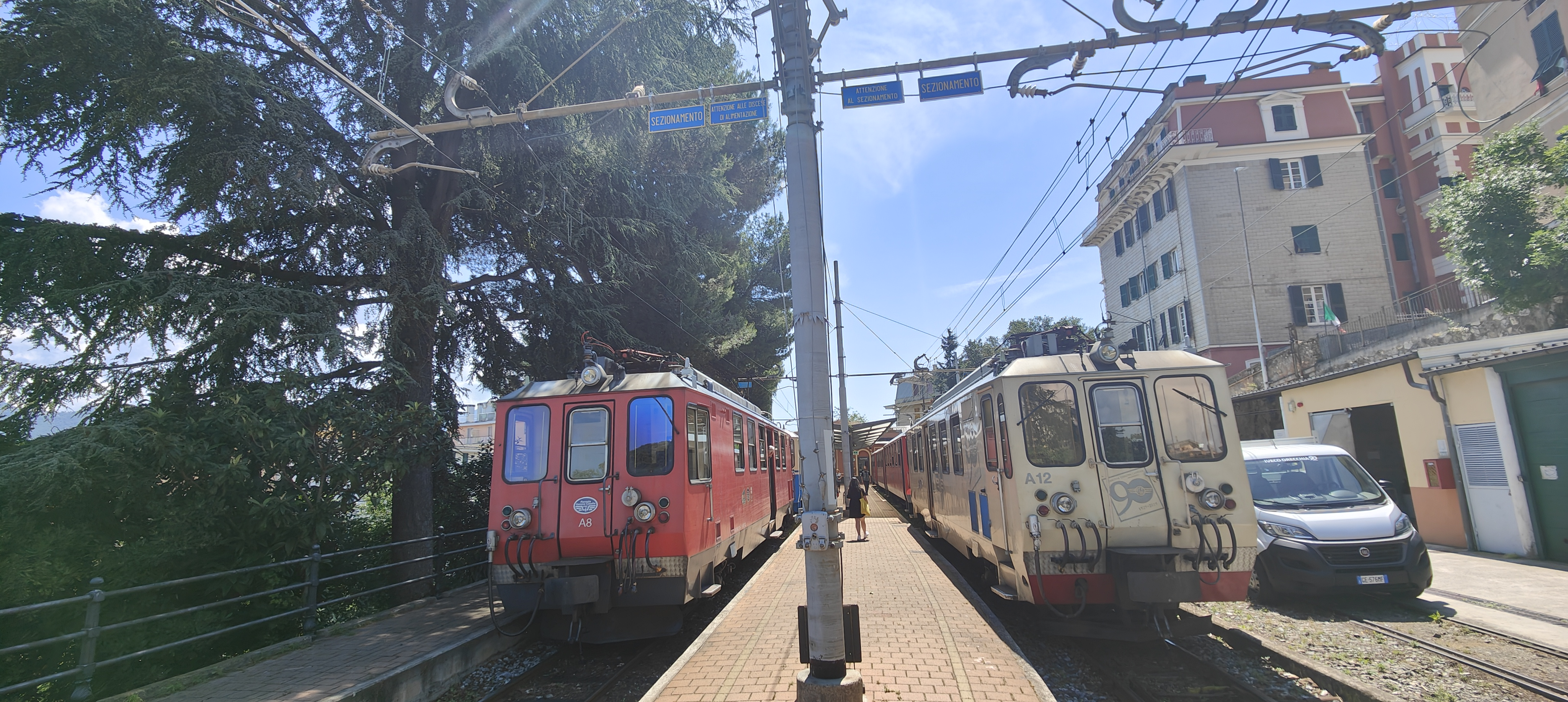
L'elettromotrice A8 accanto alla A12 (a destra) presso la stazione (Capolinea) di Genova Piazza Manin

- Elettromotrici A8-A10: costruite nel 1993 dalla Firema-Officine di Cittadella su richiesta della stessa Ferrovia Genova-Casella sono dotate di un avviamento a chopper a indebolimento di campi e casse identiche alla demolita A3 ma montano motori e carrelli provenienti da altre elettromotrici. In particolare l'A8 utilizza i carrelli TIBB provenienti da B51, l'A9 quelli del B52 e l'A10 quelli dell'A3. Quest'ultima unità presenta anche una cassa leggermente differente dalle altre per la linea dei finestrini più bassa.

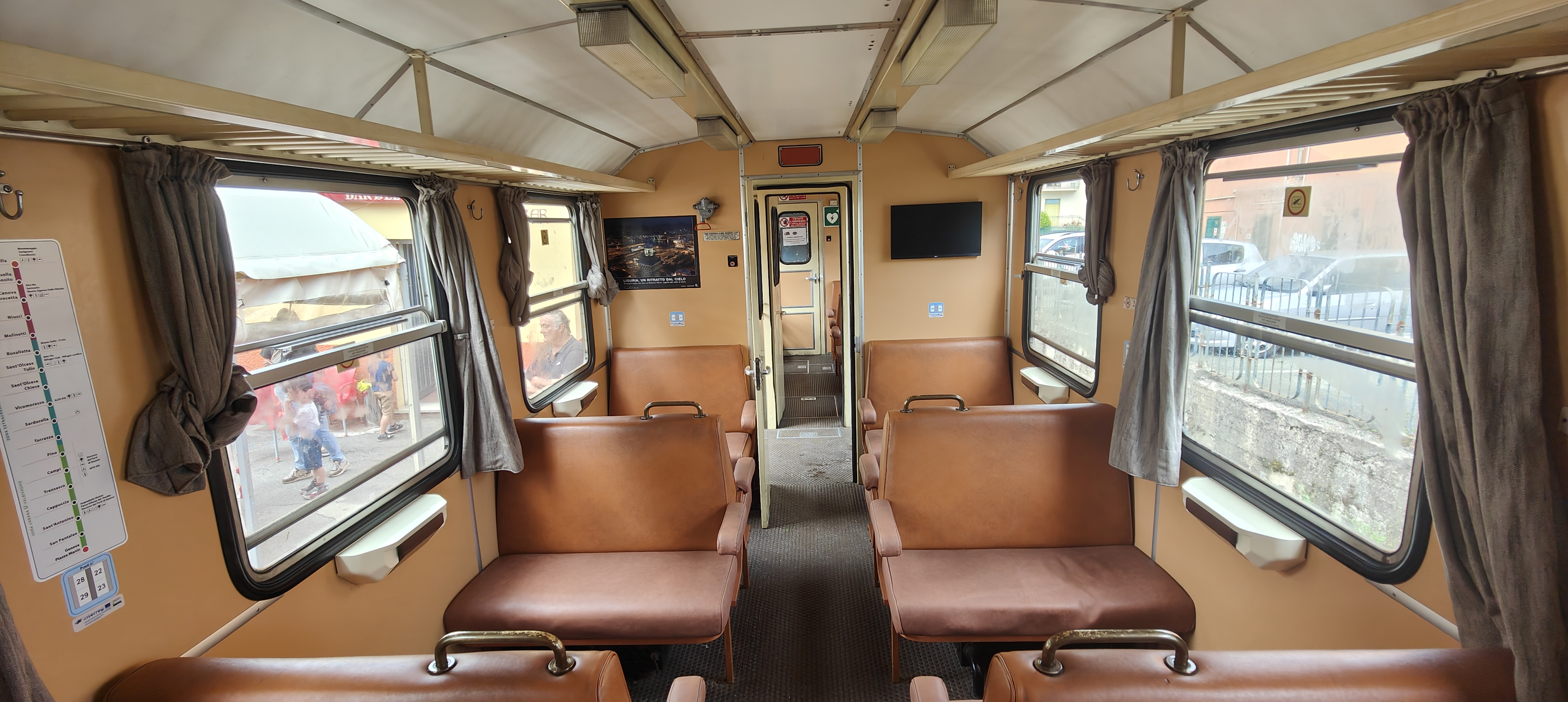
L'interno dell'elettromotrice A8

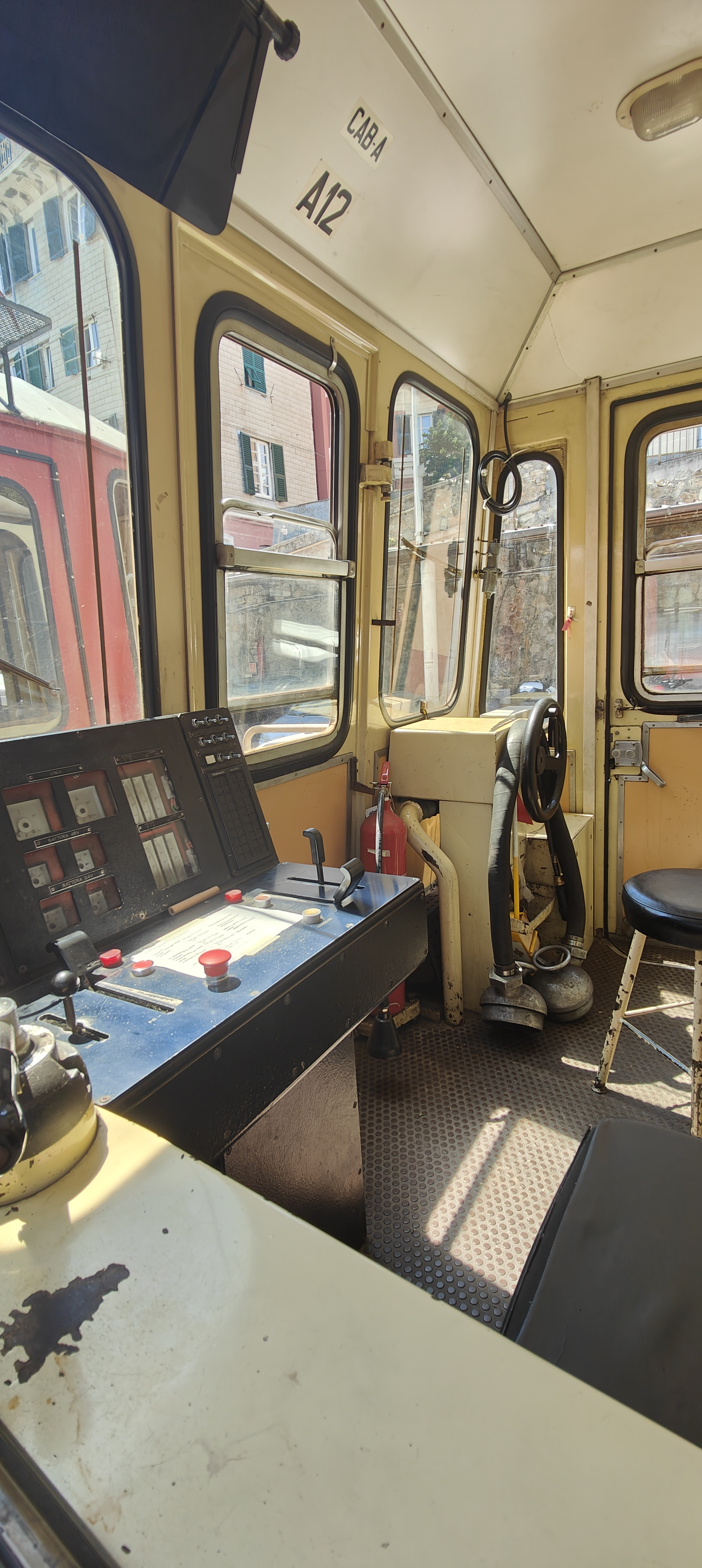
Banco di manovra dell'elettromotrice A12 del 1998

- Elettromotrici A11-A12: costruite nel 1998 dalla FiReMa-Officine di Cittadella su richiesta della stessa Ferrovia Genova-Casella sono dotate di un avviamento a chopper a indebolimento di campi, di accoppiatore a 78 poli e montano carrelli di nuova concezione sviluppati appositamente da ADTranz. Presentano una cassa identica alla A10. L'A11 è stata sottoposta nel 2011 ad intervento di restyling con applicazione di pellicola anti-graffiti crema/blu e nuovi loghi AMT) e viene utilizzata correntemente nel servizio regolare.

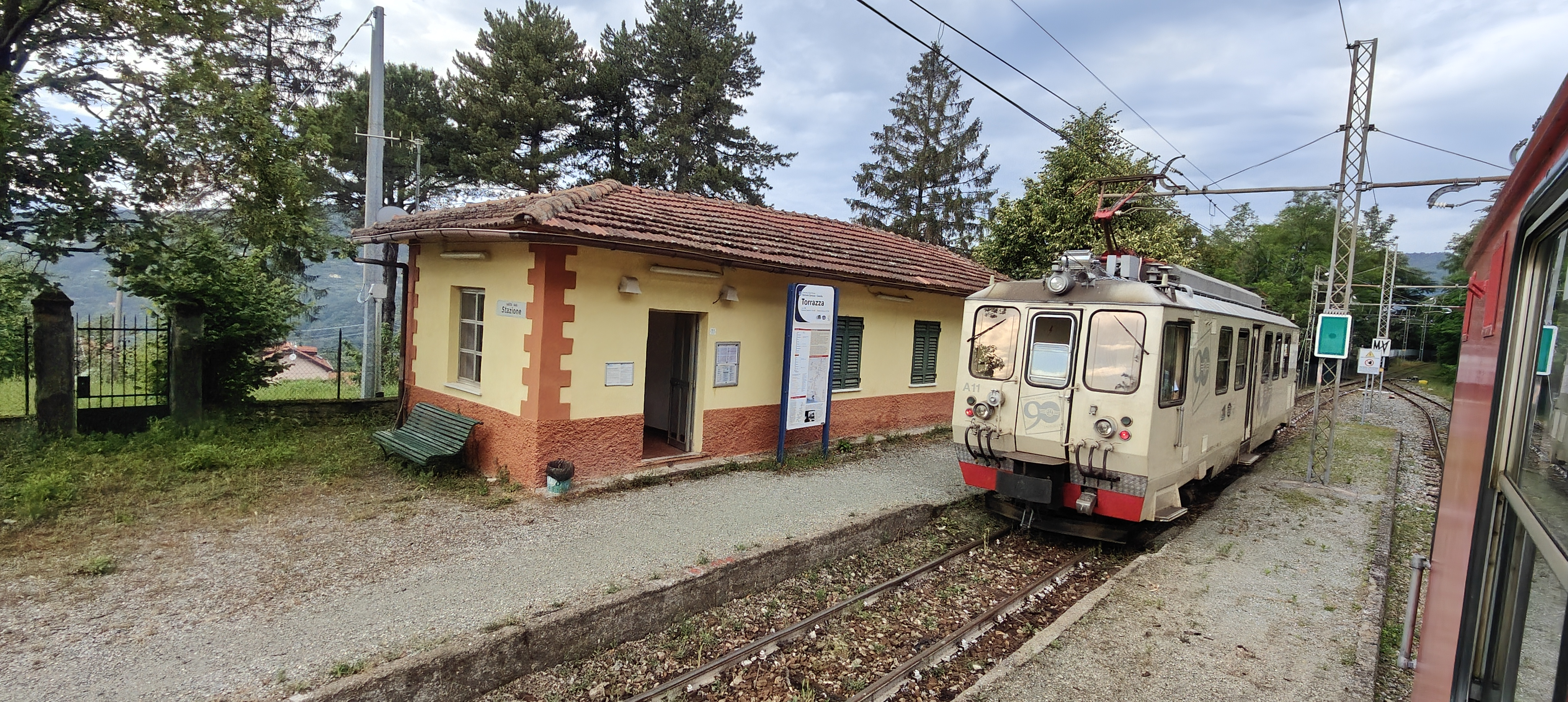
L'elettromotrice A11 fotografata a Torrazza nel mese di giugno 2023

Anche l'A12 è in servizio dopo una revisione straordinaria ai carrelli.
- Locomotiva D1: costruita nel 1964 per conto delle ferrovie tedesche dal costruttore Gmeinder & Co. adattando allo scartamento metrico il progetto MaK della diffusissima V 100 a scartamento normale, viene classificata come V52 902 (poi rinominata in 252 902) ed impiegata sulla Mosbach-Mudau lunga 28 km ed a scartamento metrico. In seguito alla soppressione della stessa, il 2 giugno 1973, la locomotiva viene trasformata a scartamento ordinario dalla stessa Gmeinder e viene rilevata dalla Sudwestdeutsche Eisenbahngesellschaft (SWEG) che l'impiega lunga la linea Breisach-Endingen-Riegel con classificazione VL 46-01. Qui rimane sino al 1986 quando viene venduta alla ditta Gleismac che dopo le opportune revisioni e la ritrasformazione a scartamento metrico, la cede alla FGC che l'impiega al traino di treni cantiere e viaggiatori durante i lavori di rifacimento della linea aerea. Rimasta accantonata per oltre 10 anni a Casella Deposito, nel 2008 la locomotiva fu inviata a Monopoli dove fu ricostruita[47] sino al 2014, rientrando in servizio a novembre 2015[48].

#### Dati tecnici
| Tipo                  | Classificazione | Costruttore                                  | Anno | Provenienza                  | Rodiggio | Motori                             | Posti a sedere       | Potenza oraria | Velocità max | Peso a pieno carico | Avviamento                                                                 | Colorazione                                                                                        | modifiche | Immagine | Note                                                                                                   |
| --------------------- | --------------- | -------------------------------------------- | ---- | ---------------------------- | -------- | ---------------------------------- | -------------------- | -------------- | ------------ | ------------------- | -------------------------------------------------------------------------- | -------------------------------------------------------------------------------------------------- | --- | -------- | --- |
| Elettromotrici        | A1-A2-A3        | T. I.B.B. e Carminati & Toselli              | 1929 | Ferrovia della Val di Fiemme | Bo'Bo'   | 4 motori tipo GDTM08 a 4 poli      |                      | 310 kW         | 45 km/h      | 36800 kg            | reostatico                                                                 | A1 Azzurro/Panna A2 Azzurro chiaro(Livrea originale FEVF) A3(Prima della ricostruzione) Blu/Bianco | A1 RistrutturataGleismac 1980 A2 Ristrutturata Gleismac 1980 modificata come treno storico da De Luca SPA 2016 A3 prima della demolizione era allo stato originale |          | A1 in Corso di Restauro A2 in servizio come treno storico A3 orig. demolita nel 1983 (Vedi A3 Bis)     |
| Elettromotrice        | A3 (Bis)        | Firema/Gleismac (Prototipo)                  | 1983 | Ricostruita ex-novo          | Bo'Bo'   |                                    | 36                   | 300 kW         | 45 km/h      | ?                   | chopper a indebolimento di campi(con regolatore prelevato da una E 424 FS) | Amaranto/Panna                                                                                     | |          | Demolita nel 2011                                                                                      |
| Elettromotrici        | A4-A5-A6-A7     | Casaralta, Carminati & Toselli, T. I.B.B.    | 1957 | Ferrovia Spoleto-Norcia      | Bo'Bo'   | 4 motori tipo GDTM54 a 6 poli      | 44                   | 360 kW         | 60 km/h      | 40000 kg            | reostatico                                                                 | A4 Amaranto/Panna A5 Panna con Fasce Rosse A6 Azzurro/Panna A7 Amaranto/Panna                      | |          | A4 Demolita nel 2014 A5 in corso di Restuaro Conservativo A6 Accantonata dal 2009 A7 Demolita nel 2016 |
| Elettromotrici        | A8-A9-A10       | Firema-EAA                                   | 1993 | dotazione originale          | Bo'Bo'   | 4 motori tipo GDTM08 a 4 poli      | 36                   | 350 kW         | 45 km/h      | 47115 kg            | chopper a indebolimento di campi                                           | A8 Rosso/Grigio A9 Rosso/Grigio A10 Livrea 90 anni della FGC                                       | |          | A8 in Servizio A9 in Servizio A10 In Corso di Revisione                                                |
| Elettromotrici        | A11-A12         | Firema-EAA                                   | 1998 | dotazione originale          | Bo'Bo'   | 4 motori tipo MT-42 a 4 poli       | 36                   | 560 kW         | 45 km/h      | 47115 kg            | chopper a indebolimento di campi                                           | Livrea 90 anni della FGC                                                                           | |          | in servizio                                                                                            |
| Locomotiva elettriche | 28-29           | T. I.B.B. e Carminati & Toselli              | 1924 | Ferrovia Sangritana          | Bo'Bo'   | 4 motori tipo GDTM54.6 a 6poli     | 16,(Ricavati da C20) | 355 kW         | 50 km/h      | 31300 kg            | reostatico                                                                 | 28 Rosso/Bianco 29 Rosso/Panna                                                                     | |          | 28 Demolito nel 1998 29 in Servizio SOLO per alcuni Treni Storici                                      |
| Locomotive elettriche | B51-B52         | T. I.B.B                                     | 1929 | Ferrovia della Val di Fiemme | Bo'Bo'   |                                    | 27                   | 310 kW         | 45 km/h      |                     | Reostatico                                                                 | Amaranto/Panna (B51 ora Rosso/Panna)                                                               | B51 Revampizzato nel 2014 |          | B51 ceduto alla Ferrovia trento male' B52 Demolito nel 2009                                            |
| Locomotiva Diesel     | D1              | Gleismac                                     | 1964 | DB                           | B'B'     | 2 motori diesel tipo MWM TRHS 518A |                      | 400 kW         | 40 km/h      | 39000 kg            | idraulico                                                                  | Azzurro/Panna                                                                                      | ristrutturato dalla Tesmec nel 2014 |          | in servizio                                                                                            |
| Elettromotrici        | 054-055-056     | MAN                                          | 1913 | Tranvia Montebelluna-Asolo   |          |                                    |                      |                |              |                     | Reostatico                                                                 | Legno con fascia Panna                                                                             | |          | Demolite                                                                                               |
| Elettromotrici        | 001-002-003     | Breda                                        | 1928 | Dotazione originale          |          |                                    |                      |                |              |                     | Reostatico                                                                 | 001-002 Verde/Panna 003 Rosso/Panna                                                                | |          | 003 Demolita 001-002 incidentate nel 1937 (vedi 002 Bis)                                               |
| Elettromotrice        | 002 Bis         | Autocostruita su telai delle vetture 001-002 | 1942 | Dotazione Originale          |          |                                    |                      |                |              |                     | Reostatico                                                                 | Rosso/Panna                                                                                        | |          | Demolita                                                                                               |
| Locomotiva a Vapore   | Non numerata    | Borsig                                       | 1912 | Ferrovia Sangritana          |          |                                    |                      |                |              |                     |                                                                            | Nero                                                                                               | |          | Scomparsa                                                                                              |
| Locomotiva a Vapore   | 10              | Borsig                                       | 1909 | Ferrovia Appennino Centrale  |          |                                    |                      |                |              |                     |                                                                            | Nero                                                                                               | |          | Demolita nel 1965                                                                                      |

### Carrozze
Per quanto riguarda il materiale rimorchiato, la ferrovia Genova-Casella possiede le seguenti carrozze:
| Tipo              | Costruttore                            | Anno      | Provenienza                  | Posti a sedere                  | Lunghezza | Massa  | Modifiche                                | Colorazione                                           | Immagine | Note                                                                     |        |
| ----------------- | -------------------------------------- | --------- | ---------------------------- | ------------------------------- | --------- | ------ | ---------------------------------------- | ----------------------------------------------------- | -------- | ------------------------------------------------------------------------ | ------ |
| C20               | Breda                                  | 1928      | Dotazione originale          | 33 Utilizzati per Locomotiva 29 |           | 12,3 t |                                          | Verde/crema                                           |          | Demolita a fine anni 50'                                                 |        |
| C21               | Breda                                  | 1928      | Dotazione originale          | 40                              | 12400 mm  | 12,5 t | ricostruita dalla Gleismac nel 1980      | azzurro/crema                                         |          | in servizio                                                              |        |
| C22               | Breda                                  | 1928      | Dotazione originale          | 33                              |           | 12,3 t | Convertita a carrozza Bar negli anni 60' | nero/crema                                            |          | in servizio come carrozza Bar                                            | [ 49 ] |
| C50-C51-C52-C53   | Breda                                  | 1928      | Dotazione originale          | 40                              | 12400 mm  | 12,5 t | ricostruite dalla Gleismac nel 1980      | C50-C51-C52 Rosso/Grigio C53 livrea pubblicitaria FGC |          | C50 in servizio C51 Accantonata dal 2021 C52 in servizio C53 in servizio |        |
| C60-C61-C62       | Cittadella, Firema                     | 1996/1998 | Dotazione originale          | 57                              | 15850 mm  | 24,6 t |                                          | C60-C61 Livrea 90 anni FGC C62 Azzurro/crema          |          | C60-C61 In servizio C62 fuori servizio                                   |        |
| C101-102          | Carminati e Toselli                    | 1929      | Ferrovia Val di Fiemme       | 48                              | 15120 mm  | 18,0 t | ricostruite dalla Gleismac nel 1980      | C101 Azzurro/Panna C102 Rosso/Grigio                  |          | C101 in servizio per Treni Straordinari C102 in servizio                 |        |
| C103-104          | Officine Casaralta e Ditta Luigi Conti | 1929      | Ferrovia Val di Fiemme       | 40                              | 11.500 mm | 12,0 t |                                          | Rosso/crema                                           |          | Fuori Servizio dal 2021                                                  | [ 49 ] |
| C105-106          | Officine Casaralta e Ditta Luigi Conti | 1929      | Ferrovia Val di Fiemme       | 32                              | 11500 mm  | 12,3 t | ricostruite dalla Gleismac nel 1980      | C105 azzurro/crema C106 Rosso/Grigio                  |          | C105 In servizio C106 Monumentata a casella                              | [ 49 ] |
| A40-41-42-43-44   | ?                                      | ?         | ATM Milano                   | ?                               | ?         | ?      |                                          |                                                       |          | Radiate in anno sconosciuto                                              |        |
| AB101-AB103-AB109 | Carminati e Toselli                    | 1923      | Ferrovia Domodossola-Locarno | ? utilizzati per Restauro A2    | 12.400 mm | ?      |                                          | azzurro/crema                                         |          | cedute a TRANSDOLOMITES tra il 2018 e 2019                               | [ 49 ] |

C22 Carrozza Bar costruita dalla Breda di Milano come carrozza di prima e di terza classe, faceva parte della dotazione originaria, venne trasformata in carrozza bar a metà degli anni sessanta con i materiali moderni dell'epoca con laminati e profili in alluminio. Nel 1990 l'intero vagone, così come tutto il treno storico, è sottoposto a un completo restauro che ha reintrodotto parte della componentistica originale, il tetto è rivestito in tela olona, abat-jour caratteristiche, una macchina da caffè ed un erogatore di birra alla spina costituito da una colonna in ceramica ed ottone dell'epoca; l'arredo ricorda, secondo la stampa, l'Orient Express.